# District de Xihu (Hangzhou)
Pour les articles homonymes, voir Xihu.
Le district de Xihu (chinois simplifié : 西湖区 ; pinyin : xīhú qū) est une subdivision administrative de Hangzhou, ville sous-provinciale de la province du Zhejiang en Chine.
Le nom du district provient du lac de l'Ouest (西湖, Xīhú).